# Poklice
Poklice či poklička je běžný předmět praktické denní potřeby obvykle plochého kruhového tvaru. Jedná se vlastně o kryt nějakého předmětu kruhového tvaru.

## Kuchyňské poklice
Jeho užití je patrně nejznámější z kuchyně jako pomůcky při vaření. Poklice umístěné na hrnci během vaření izolují obsah hrnce od okolního prostředí, omezují únik látek ven z hrnce a omezují odvod tepla z hrnce ven, zabraňují také nechtěnému průniku nežádoucích látek dovnitř do hrnce. U kuchyňských poklic je důležitá tepelná odolnost, proto jsou obvykle vyráběny z plechu. Pro lepší manipulaci bývají opatřeny uchem. Pro kuchyňskou poklici se nářečně používají též výrazy puklice, křidla, skřidla, přikrývka a jiné tvary.

## Automobilové poklice

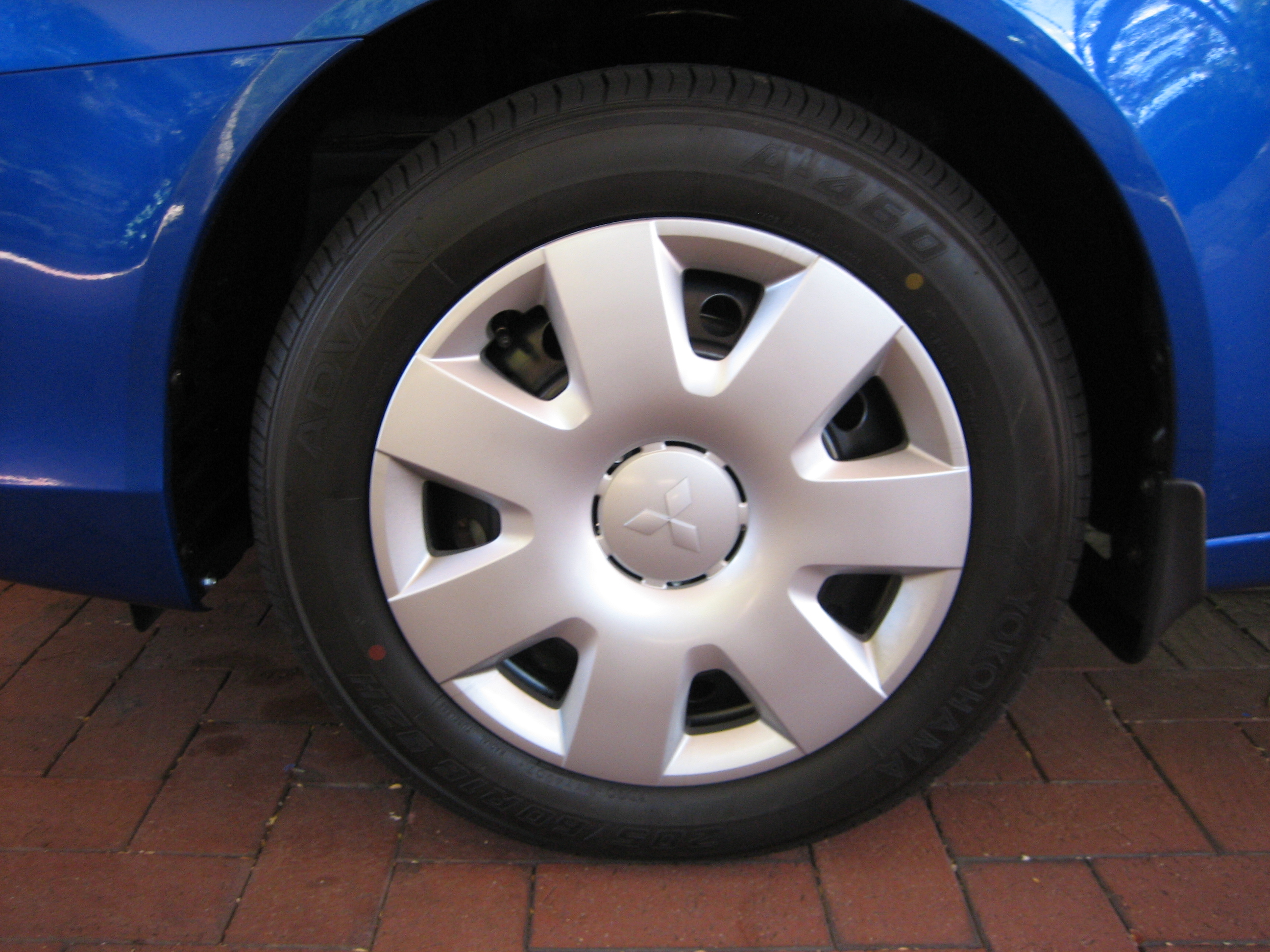

U automobilů bývají poklice umístěny na automobilová kola, kde slouží jako kryty pro automobilové ráfky a zabraňují průniku hrubých nečistot na vnější stranu ráfku. Mají také nezanedbatelný estetický účinek, neboť zlepšují vzhled vozidla.
Tyto poklice musí vykazovat poměrně vysokou mechanickou odolnost během jízdy vozidla, u dnešních vozidel bývají nejčastěji vyrobeny z plastu.